# Pleśniak (ciasto)

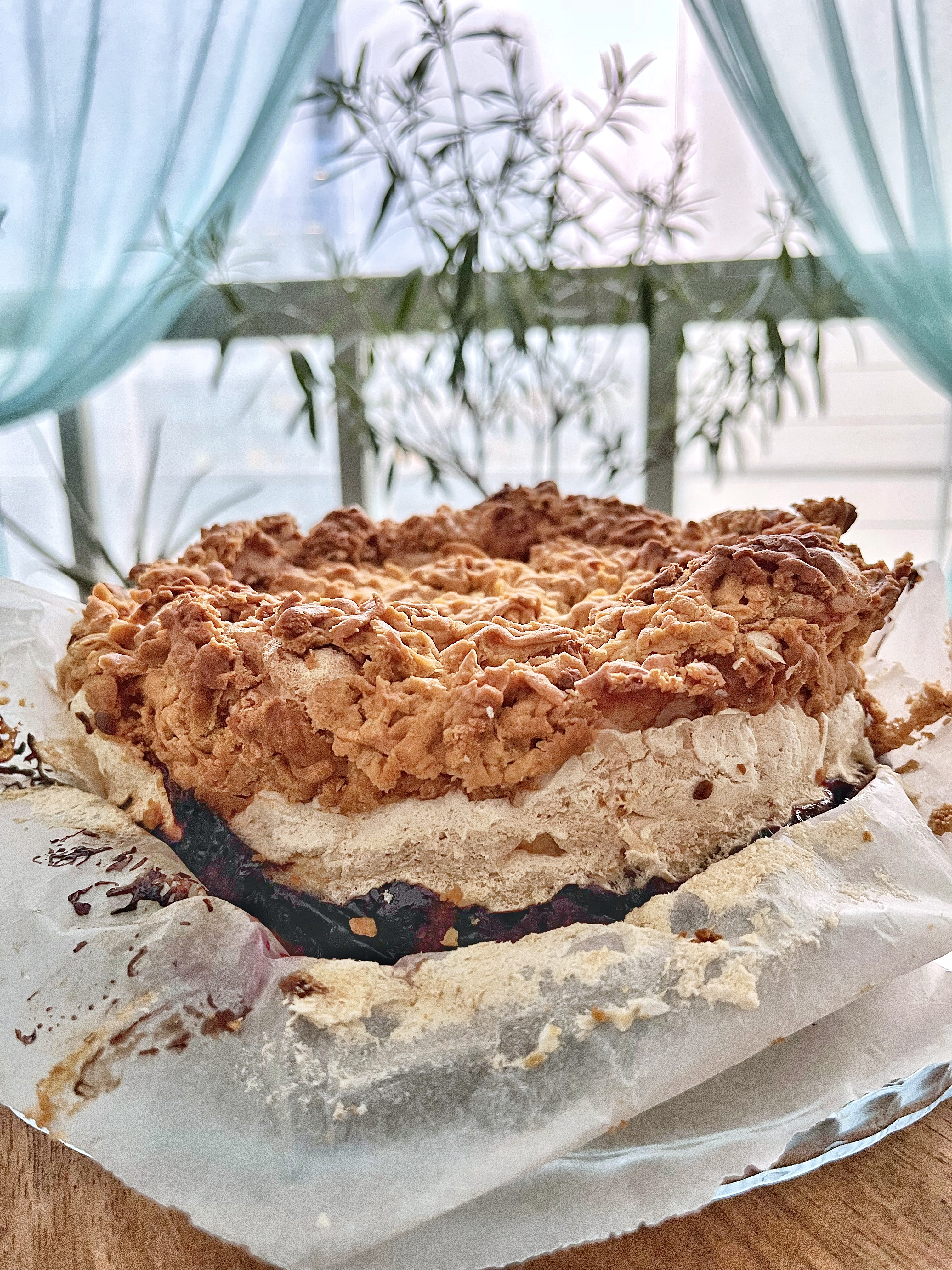
Pleśniak domowego wypieku z dżemem z czarnej porzeczki.

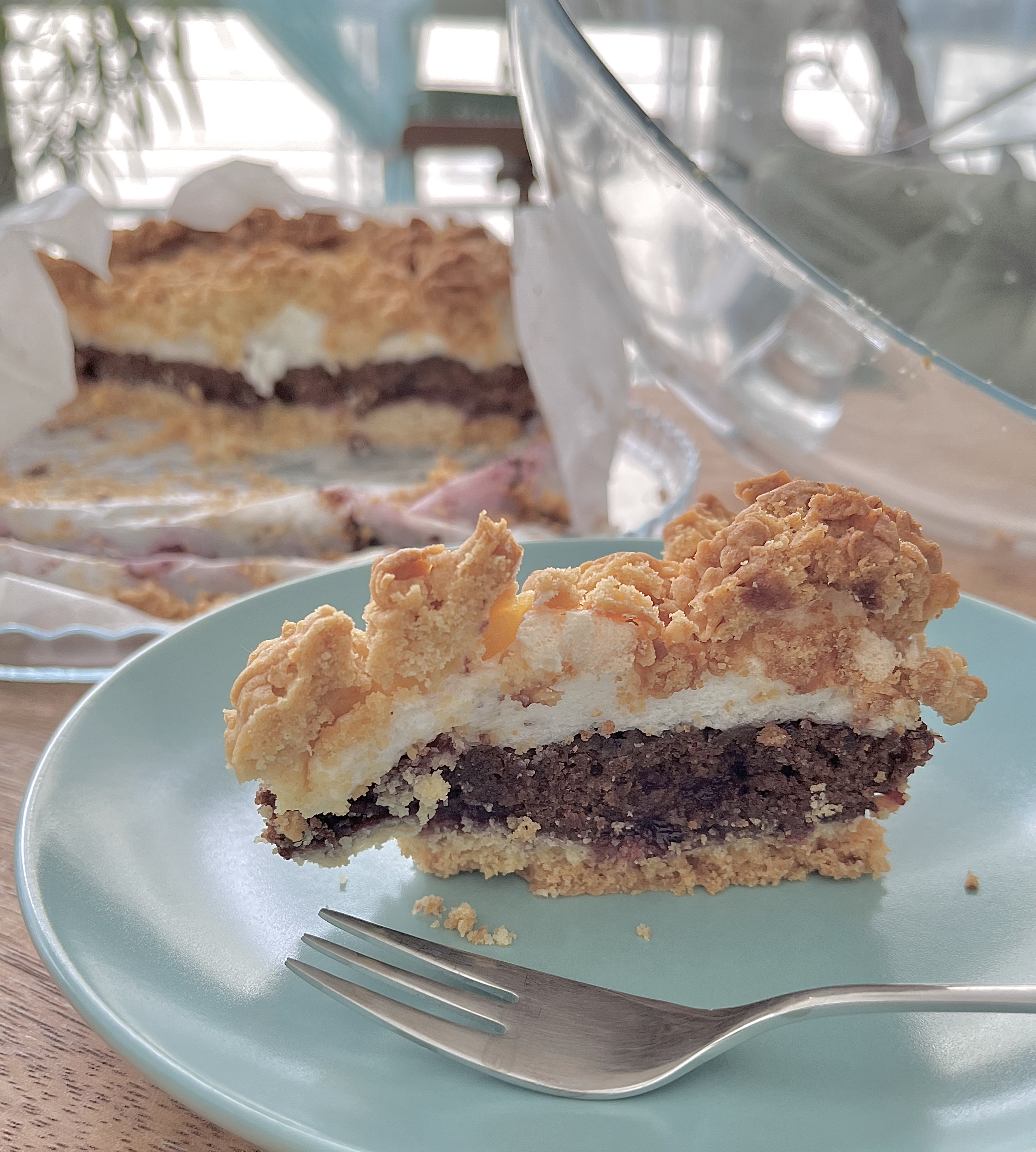
Kawałek pleśniaka domowego wypieku, widoczne poszczególne warstwy.

Pleśniak (skubaniec, strzępiec, przekładaniec, fuga, fugowiec) – w kuchni polskiej, rodzaj ciasta w postaci wielowarstwowego placka z owocami (lub ich przetworami) i bezową „pianką”.
Pleśniak był ciastem szczególnie popularnym w okresie PRL-u.

## Nazwa
Nazwa „pleśniak” pochodzi prawdopodobnie od warstwy zapieczonej piany ubitej z białek, przypominającej wyglądem pleśń. Nazwy „skubaniec” i „strzępiec” odnoszą się do sposobu przygotowywania niektórych warstw ciasta. Przekładaniec, fuga i fugowiec to nawiązanie do samych warstw jako czegoś charakterystycznego dla pleśniaka.

## Opis
Typowy pleśniak składa się z pięciu warstw: kruchego spodu, warstwy owocowej, warstwy kakaowej (z kruchego ciasta startego na tarce), warstwy bezowej „pianki”, oraz warstwy kruchego ciasta startego na tarce. Internetowe słowniki Wielki słownik języka polskiego Instytutu Języka Polskiego PAN oraz Słownik języka polskiego PWN definiują „pleśniaka” jako ciasto przekładane konfiturami, kremem i warstwą bezową.
Trzy warstwy – dolną, środkową i górną wykonuje się z ciasta kruchego wykonanego z mąki pszennej, masła (lub margaryny), cukru, żółtek jaj i proszku do pieczenia. W wyrobach gastronomicznych dodaje się śmietanę. Wskazany jest też niewielki dodatek soli. Zagniecione ciasto dzieli się na 3 części. Do jednej nich dodaje się kakao w proszku i zagniata ponownie. Wszystkie 3 części schładza się w zamrażalniku lub w chłodziarce.
Porcję (jasnego) ciasta przeznaczoną na pierwszą warstwę ściera się na tarce lub rozwałkowuje. W przypadku zastosowania owoców puszczających sok podczas pieczenia, zaleca się podpiec spód przed przystąpieniem do wykładania na niego kolejnych warstw. Pozostałe dwie porcje ciasta (ciemną i jasną) ściera się na tarce o dużych oczkach lub szarpie (skubie) prosto do formy.
Warstwę owocową stanowi zazwyczaj kwaśna konfitura lub dżem (np. z czarnej porzeczki, wiśni, moreli lub agrestu). Przed rozsmarowaniem dżemu na pierwszej warstwie ciasta, należy go rozetrzeć do plastyczności. Dżem można zastąpić powidłami śliwkowymi, mrożonymi lub świeżymi owocami (np. duszone jabłka, rabarbar, wiśnie, czarna lub czerwona porzeczka, agrest, jagody, truskawki). Ta warstwa powinna tworzyć kwaskowaty kontrast względem pozostałych warstw.
Białka ubija się na sztywną pianę, pod koniec ubijania dodając cukier i mąkę ziemniaczaną. W wypiekach domowych zwykle pomija się ten ostatni składnik.
Wszystkie warstwy umieszcza się kolejno w formie do pieczenia i wstawia do piekarnika nagrzanego do 180 °C.
Wierzch upieczonego i ostudzonego placka posypuje się cukrem pudrem.